# Dasyscopa barbipennis
Dasyscopa barbipennis là một loài bướm đêm trong họ Crambidae.